# 巴特尔 (英国城镇)
巴特尔（Battle）是英国东萨塞克斯郡的一个小城镇，人口仅6,171（2007年），在黑斯廷斯东北约六英里，是黑斯廷斯战役战场遗址所在地。
此处著名遗迹有戰役修道院，1095年为纪念黑斯廷斯战役而建，这里也是哈罗德二世战死的地点。